# Nagynyomású nátriumlámpa
A nagynyomású kisülőlámpák közül napjainkban a nátriumlámpa a legelterjedtebb fényforrás. A városok, közutak esti képéhez hozzátartoznak az élénksárgán világító fényforrások, melyek az utóbbi évtizedekben fokozatosan szorították ki a náluk gazdaságtalanabb higanylámpákat.

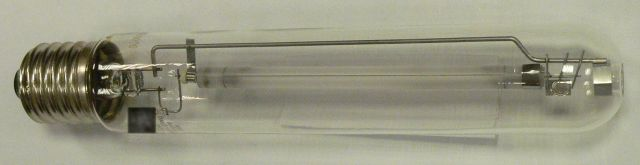
Nátriumlámpa

## Működése
Az agresszív fémgőzök elleni védekezés egyik módszere az, hogy elemi fémek helyett azok halogenidjeit alkalmazzák (fémhalogén lámpa). A másik módszer: kvarc helyett olyan anyagból készíteni a kisülőcsövet, amely jobban ellenáll a fémek (elsősorban nátrium) agresszivitásának, s ilyenkor a fém maradhat elemi állapotban. Ez a felismerés vezetett a nagynyomású nátriumlámpa konstrukciójának kialakításához.
A kisülőcső anyagával szemben támasztott követelmények:
- ne lépjen kölcsönhatásba a fémgőzökkel még 1400-1500 K-en sem.
- megfelelő szilárdságú legyen
- fényáteresztő képessége minimálisan 90% legyen.
- ne eressze át a gázokat

Mindezeknek a tulajdonságoknak az alumínium-oxid felel meg. Monokristályos változata (zafír) teljesen átlátszó, de használata igen költséges lenne. A polikristályos alumínium-oxid kerámiának is – habár csak áttetsző – 90% felett van a fényáteresztő képessége, így ezt alkalmazzák a nagynyomású nátriumlámpa kisülőcsövének készítéséhez. Ma már a fémhalogén lámpák egy részének kisülőcsövét is kerámiából gyártják.
Az ábrán látható, hogy amíg a kisnyomású nátriumlámpa spektrumát mindössze az 589 és az 589,6 nm-es vonal-duplett jelenti, mely egyetlen éles csúcsban jelentkezik, a nagynyomású lámpa spektrumában itt egy "völgy" látható, jeléül annak, hogy a rezonanciavonal a nagynyomású (15-20 kPa) gőzben elnyelődik – a színkép megfordul – ugyanakkor az elnyelt vonaltól jobbra és balra is vonalkiszélesedés látható. Ezenkívül kisebb intenzitású csúcsok formájában egyéb vonalak is megjelennek. Ennek megfelelően a standard nagynyomású nátriumlámpa színvisszaadása jobb, mint a kisnyomásúé, de így is csak 4. kategóriájú (Ra=25).
A kerámia kisülőcső tere nátriumon kívül higanyt és startergázként xenont is tartalmaz. A higany szerepe itt nem a fénykeltés, hanem az elektromos paraméterek beállítása. A nátrium sárga vonalának gerjesztési energiája 2,1 eV, tehát jóval kevesebb, mint a higany vonalaié. Ahhoz viszont, hogy magának a nátriumnak a nyomása állítsa be a villamos jellemzők értékét, igen nagy hőmérsékletre lenne szükség. Mindazonáltal folynak kutatások – főként környezetvédelmi célból – higanymentes nátriumlámpák előállítására.
Önmagában a nátriumot alkalmazva – fényhasznosítás szempontjából megfelelő 15 kPa nyomáson a térerősség 0,75V/mm -, ha 100 kPa nyomású higanygőz is van a csőben, a térerősség megkétszereződik.
A nátriumot és a higanyt rendszerint egyszerre, Na-amalgám formájában adagolják be. Működés közben mind a két anyagot olvadéka részben párolog el, tehát a folyadék és gőzfázis egyidejű jelenléte miatt gőznyomású rendszert képeznek. Az eredeti gőznyomást itt is a leghidegebb hely (hidegpont) hőmérséklete szabja meg. Ez a hidegpont általában az elektródok mögötti rész, azaz csővégek.

## Felépítése
A felépítési elv tekintetében megegyezik a higany- és fémhalogén lámpával. A menetes fej, a külső búra, az állvány, a kisülőcső, a kitámasztó bordák, a getterkarikák, a kitámasztó gyűrű és az áramvezetők képezik a fő alkatrészeket. Lényeges eltérés a kisülőcsőnél tapasztalható.
Maguk a kisülőcsövek porkohászati eljárással készülnek. Az {\displaystyle {\ce {Al_2O_3}}} port a kívánt méretű csőalakra sajtolják, és zsugorítják. A zsugorítás eredménye polikristályos kerámiacső, amely még 1400-1500 K falhőmérsékletet is elvisel, fényáteresztő képessége legalább 90%-os, a nátriumgőz agresszív hatásának még az említett nagy hőmérsékleten is ellenáll, viszont a – kvarccal ellentétben – nem lapítható.
A kerámia kisülőcső felépítését és csőlezárási technológiát tekintve többféle eljárás ismeretes. Ez a többféleség részben a különböző lámpagyártó cégek egymástól eltérő eljárásait jelenti, részben ugyanazon cég is jelentős technológiai változtatásokat produkált a nátriumlámpa mintegy 40 éves története során.

## Tulajdonságok
Fénytechnikai tulajdonságok

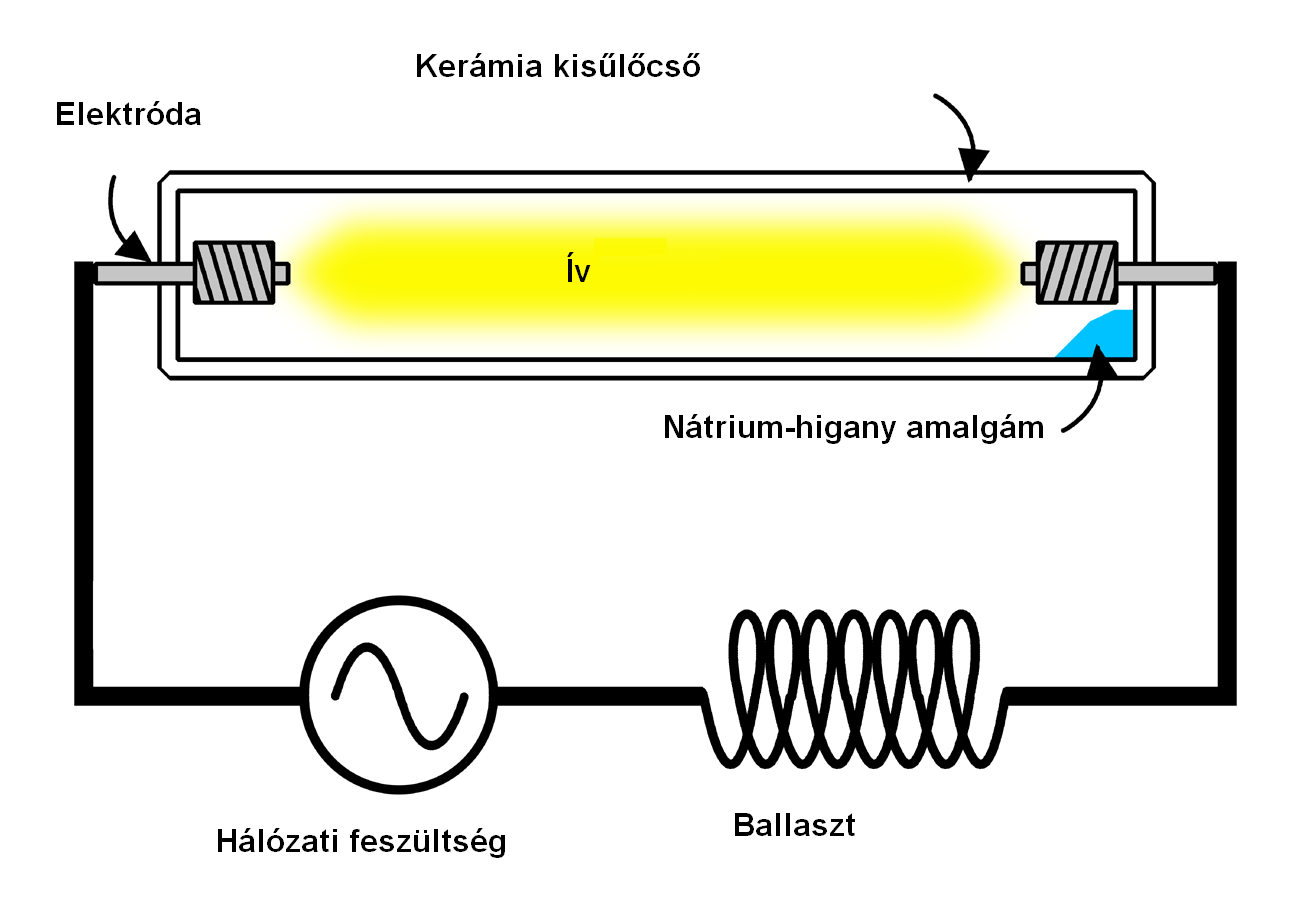
Nagynyomású nátriumlámpa üzemeltetése

A nagynyomású nátriumlámpa a Magyarországon gyártott legnagyobb fényhasznosítású fényforrás. A fényhasznosítás értéke típustól függően 80-150 lm/W. A standard lámpa a bejuttatott elektromos energiának 30-32%-át hasznosítja fény formájában, a többi hővé alakul, melyből kb. 6% fordítódik az elektródok fűtésére.
A lámpa spektruma (így színvisszaadása és színhőmérséklete is) a plazmát alkotó három elem (nátrium-higany-xenon) parciális nyomásának függvénye. A nátriumgőz nyomásának növelésére a színvisszaadás javítható és a színhőmérséklet emelhető, ugyanakkor a fényhasznosítás csökken. A higanynak szintén van színmódosító hatása, a szükségesnél kevesebb higany a zöld felé, a több pedig a vörös felé tolja el a színességet. A xenontartalom növelése (~3kPa-ról 30kPa-ra) előnyösen befolyásolja a lámpa fényének spektrális eloszlását. A színkép olyan vonalakkal gazdagodik, amelyek közel vannak a szemérzékenységi görbe maximumához, mind a színhőmérséklet, mind a színvisszaadási index emelkedik.
Néhány lámpatípus fénytechnikai adatai:
| Lámpa megnevezés                                  | Kezdeti fényáram [lm] | Színvisszaadási index | Korrelált színhőmérséklet [K] |
| ------------------------------------------------- | --------------------- | --------------------- | ----------------------------- |
| világos csőbúrás                                  | 27500                 | 25                    | 2000                          |
| elliptikus diffúzbúrás                            | 26000                 | 25                    | 2000                          |
| elliptikus diffúzbúrás (javított színvisszaadású) | 22000                 | 60                    | 2200                          |

Élettartam
A nagynyomású nátriumlámpák élettartam szempontjából igen előnyösek, típustól függően 12 000-28 500 óra az átlagos élettartamuk. Az élettartam alakulására is kedvezően hatott a xenonnyomás emelése; kisebb lett az elektronpárolgás és a kisülőcső végeinek feketedése, valamint csökkent a hődisszipáció mértéke is. Így adott fényáramcsökkenés hosszabb üzemidő után következik be.
Üzemelési tulajdonságok
A nagynyomású nátriumlámpák bekapcsolásához általában szükség van gyújtókészülékre. A gyújtófeszültség nagysága típus- és teljesítményfüggően 2,3–5,5 kV, bekapcsolás után 6-7 perc (1000 W-osnál 8-9 perc) szükséges az üzemi fényáram eléréséhez és a kisülés stabilizálódásához. Kikapcsolás után az újragyújtásig tartó idő a lámpa és a gyújtó típusától függ (elektronikus gyújtás esetén ez az idő lerövidül). A hálózati feszültség változása a nátriumlámpa elektromos és fénytechnikai jellemzőit a többi nagynyomású kisülőlámpához hasonlóan befolyásolja. A lámpa tényleges élettartamának a végét a gyújtáskészség megszűnése, illetve a periodikusan ismétlődő kialvás és újragyújtás jelenti.